# Ladern-sur-Lauquet
Ladern-sur-Lauquet är en kommun i departementet Aude i regionen Occitanien  i södra Frankrike. Kommunen ligger  i kantonen Saint-Hilaire som ligger i arrondissementet Limoux. År 2022 hade Ladern-sur-Lauquet 257 invånare.

## Befolkningsutveckling
Antalet invånare i kommunen Ladern-sur-Lauquet
Referens: INSEE